# بخش مکران

بخش مکران (انگلیسی: Makran Division) یکی از بخش‌های پاکستان در ایالت بلوچستان بود که در اصلاحات انجام‌گرفته در سال ۲۰۰۰ ساختار بخش در پاکستان حذف گردید. اما در سال ۲۰۰۸ مجدداً بازگردانده شد. ناحیه‌های آن عبارت بودند از:
- ناحیه گوادر
- ناحیه کیچ
- ناحیه پنج‌گور